# Abdourahmane Diouf
 (juin 2025).
La mise en forme du texte ne suit pas les recommandations de Wikipédia : il faut le « wikifier ».
Les points d'amélioration suivants sont les cas les plus fréquents. Le détail des points à revoir est peut-être précisé sur la page de discussion.
- Les titres sont pré-formatés par le logiciel. Ils ne sont ni en capitales, ni en gras.
- Le texte ne doit pas être écrit en capitales (les noms de famille non plus), ni en gras, ni en italique, ni en « petit »…
- Le gras n'est utilisé que pour surligner le titre de l'article dans l'introduction, une seule fois.
- L'italique est rarement utilisé : mots en langue étrangère, titres d'œuvres, noms de bateaux, etc.
- Les citations ne sont pas en italique mais en corps de texte normal. Elles sont entourées par des guillemets français : « et ».
- Les listes à puces sont à éviter, des paragraphes rédigés étant largement préférés. Les tableaux sont à réserver à la présentation de données structurées (résultats, etc.).
- Les appels de note de bas de page (petits chiffres en exposant, introduits par l'outil «  Source ») sont à placer entre la fin de phrase et le point final[comme ça].
- Les liens internes (vers d'autres articles de Wikipédia) sont à choisir avec parcimonie. Créez des liens vers des articles approfondissant le sujet. Les termes génériques sans rapport avec le sujet sont à éviter, ainsi que les répétitions de liens vers un même terme.
- Les liens externes sont à placer uniquement dans une section « Liens externes », à la fin de l'article. Ces liens sont à choisir avec parcimonie suivant les règles définies. Si un lien sert de source à l'article, son insertion dans le texte est à faire par les notes de bas de page.
- La présentation des références doit suivre les conventions bibliographiques. Il est recommandé d'utiliser les modèles {{Ouvrage}}, {{Chapitre}}, {{Article}}, {{Lien web}} et/ou {{Bibliographie}}. Le mode d'édition visuel peut mettre en forme automatiquement les références.
- Insérer une infobox (cadre d'informations à droite) n'est pas obligatoire pour parachever la mise en page.

Pour une aide détaillée, merci de consulter Aide:Wikification.
Si vous pensez que ces points ont été résolus, vous pouvez retirer ce bandeau et améliorer la mise en forme d'un autre article.
Pour les articles homonymes, voir Diouf.
Abdourahmane Diouf, né le 13 janvier 1970 à Rufisque, est un consultant international et homme politique sénégalais. Il est à la tête du Parti www.awale.sn, créé le 30 octobre 2021, dirige  un cabinet de consultant 2ACD, une université privée IACD (Institut Africain pour le Commerce et le Développement). En tant qu'allié de la coalition gagnante Diomaye Président, Il est nommé Ministre de l'Enseignement Supérieur, de la Recherche et de l'Innovation le 5 avril 2024 dans le Gouvernement du Premier Ministre Ousmane Sonko.

## Biographie

### Jeunesse et études
Né à Rufisque, une ville du Sénégal, de père Saafi du village de Kignabour  situé à 5 km de Popeguine et de mère léboue, Abdourahmane Diouf a vécu à Rufisque jusqu'à l'obtention de son baccalauréat au Lycée Abdoulaye Sadji avant d'aller à Saint-Louis pour les études universitaires.
Il obtint une Maitrise en Droit des collectivités locales à l'Université Gaston Berger de Saint-Louis. Il compléta ses études à l'Université de Genève en Droit international, après avoir obtenu son Master en Communication, il retourne boucler son doctorat en Droit international économique à Berne en Suisse.

### Carrière
Après son parcours universitaire à Genève, il côtoie très rapidement les ambassades et les organisations de la Genève Internationale. Il enseigna dans plusieurs pays tels que le Maroc, le Cameroun, la Côte d'ivoire, le Togo, l'Afghanistan et la Suisse.
Il prend fonction en qualité de Directeur Général de la SONES le 12 novembre 2012 à la suite de sa nomination par le Président Macky Sall jusqu'en avril 2013.
Le 2 juillet 2019, il devient le nouveau directeur du Club des Investisseurs Sénégalais, il démissionna de son poste le 15 octobre 2020
Abdourahmane Diouf est devenu depuis 2010 un consultant international, après avoir renoncé aux emplois salariés, il créa l'Agence Africaine pour le Commerce et le Développement (2ACD) où il étale ses compétences de base en Droit international économique et les négociations commerciales internationales. Il travailla en sa qualité de consultant avec l'UEMOA, CEMAC, CEDEAO, PNUD, OMC, UNECA, USAID, GIZ, UNITAR et plusieurs pays ou Agences de pays à travers le monde. Les nombreuses missions réalisées avec succès lui permettent d'avoir un diagnostic de la situation économique et sociale du Sénégal mais aussi des pays africain et le poussent à se présenter à l'élection présidentielle du 25 février 2024 pour partager son projet avec les sénégalais.

### Engagement panafricain
Il a toujours milité pour le Droits des Hommes, un des précurseurs du positionnement de l'Afrique pendant la création de la Cour Pénale Internationale, il s'occupait de ses fonctions dans une ONG dénommée Post Tenebras Jus à Genève. il a mené des combats pour le coton africain depuis 2002.

## Politique

### Partis
Pendant 8 ans, il a milité pour le parti politique REWMI dirigé par Idrissa SECK, ancien Premier Ministre sous le régime de Abdoulaye WADE. lors des élections locales de 2014, il fut conseiller départemental de la Ville de Rufisque et conseiller municipal de la Commune de Rufisque-Est. Il a dirigé au sein du parti REWMI, la Cellule des Cadres (CECAR).
Le 23 avril 2019, au lendemain des Elections présidentielles de 2019, Abdourahmane DIOUF quitte le parti REWMI pour se retirer de la scène politique. Pendant près de deux ans, il revient avec un nouveau projet politique AWALE. Il lance son parti politique le 30 octobre 2021 à la Place du Souvenir Africain.

### Élections législatives 2022
Un an après le lancement de son parti politique, Abdourahmane Diouf compte faire partie des élections législatives sénégalaises de 2022, il crée la coalition AAR Sénégal qui sort de ces élections avec un seul député Thierno Alassane SALL qui fut la tête de liste.

### Élection présidentielle 2024
Abdourahmane Diouf est l'un des premiers hommes politiques sénégalais à montrer ses ambitions présidentielles dès le 30 octobre 2022, il annonce sa candidature dans une déclaration faite à Rufisque. Le 24 décembre 2023, il dépose par le biais de son mandataire son dossier de candidature, il sera victime du parrainage, il doit régulariser près de 18 000 parrains. Il voit sa candidature rejetée malgré un recours déposé auprès du Conseil Constitutionnel.
À la suite du rejet de sa candidature, il décide de soutenir le candidat Bassirou Diomaye Faye. Après la victoire de celui-ci au premier tour de l'élection présidentielle, il est nommé ministre de l'Enseignement Supérieur, de l'Innovation et de la Recherche lors de la constitution du premier Gouvernement Sonko.